# ベルギー・フランス語
ベルギー・フランス語（ベルギー・フランスご）は、主にベルギーのフランス語共同体で話されているフランス語である。ベルギーのほか、コンゴ民主共和国やルワンダ、ブルンジなどの旧ベルギー領でも使われている。
ベルギーがフランス本土と地理的に近いこともあり、フランスで話されているフランス語（以下、標準フランス語）との違いは若干のイントネーションや語彙の違い程度のものが殆どである。

## 単語の違いの例
| ベルギー・フランス語 | 標準フランス語       | 意味         |
| -------------------- | -------------------- | ------------ |
| déjeuner             | petit-déjeuner       | 朝食         |
| dîner                | déjeuner             | 昼食         |
| souper               | dîner                | 夕食         |
| chicon               | endive               | チコリー     |
| torchon              | serpillière          | モップ       |
| drache               | pluie torrentielle   | 豪雨         |
| caillant             | très froid           | とても寒い   |
| GSM                  | (téléphone) portable | 携帯電話     |
| divan                | canapé               | ソファー     |
| frigolite            | polystyrène          | ポリスチレン |
| kot                  | logement étudiant    | 学生寮       |
| farde                | classeur             | バインダー   |
| septante             | soixante-dix         | 70           |
| nonante              | quatre-vingt-dix     | 90           |
| à tantôt             | à tout à l'heure     | また後で     |

- 標準フランス語では70以降の数字を60+10と表すが、ベルギー・フランス語では「70」という単語で表す。
- ケベック・フランス語やスイス・フランス語と同様に、ベルギー・フランス語も標準フランス語における petit-déjeuner, déjeuner, dîner をそれぞれ déjeuner, dîner, souper と言い表す。